# Agrotis lassa
Agrotis lassa là một loài bướm đêm trong họ Noctuidae.